# Aponogeton ulvaceus
Espèce
Classification phylogénétique
Aponogeton ulvaceus est une espèce de plante à bulbe de la famille des Aponogetonaceae. Elle peut mesurer de 30 à 60 cm de longueur et produire 40 feuilles vert clair très ondulées atteignant 50 cm de long et 8 cm de large dans de bonne conditions.
Très appréciée pour la forme de ses feuilles, elle est relativement facile à maintenir en aquarium. C'est une plante solitaire qui pousse rapidement sous une bonne lumière. Elle peut Fleurir régulièrement en aquarium mais elle nécessite un certain espace.
Elle convient très bien à de grands bacs (120 Litres minimum) avec un bon substrat et un bon apport en Co2.
Dans le milieu naturel elle pousse dans les eaux stagnantes ou courantes jusqu'à une altitude de 1250 m.
Elle est originaire de Madagascar.

## Synonymes
- Aponogeton ambongensis Jum.
- Aponogeton violaceus Lagerh.